# ベン・コリンズ (プログラマー)
ベン・コリンズ(Ben Collins)は元NASAのエンジニアで、2001年4月から2002年4月にDebianプロジェクトリーダーを務めた人物である。のちにDPLの地位はビーデール・ガービーに引き継いでいる。彼はカノニカルに勤務し、UbuntuのLinuxカーネル開発チームのリーダーである。彼は現在、Bluecherry社のMPEGエンコーダーカードをLinuxカーネルで動作するようハックを行っている(solo6x10デバイスドライバ)。